# توماس بروس، إيرل إلغن السابع
كان توماس بروس، إيرل إلغن السابع والإيرل الحادي عشر لكينكاردين، وعضو جمعية المتخصصين بالأثريات في استكلندا، (20 يوليو 1766-14 نوفمبر 1841) نبيلًا بريطانيًا، وجنديًا، وسياسيًا ودبلوماسيًا، اشتهر في المقام الأول بشراءه المثير للجدل للتماثيل الرخامية (المعروفة باسم رخاميات إلغن) من البارثينون وهياكل أخرى من الأكروبوليس بأثينا.

## بداية حياته والوظيفة
كان إلغن من سلالة بروس الحاكمة سابقًا، إذ وُلِد في مقر العائلة بمنطقة فايف، المعروف باسم قصر برومهول، وهو الابن الثاني لتشارلز بروس، إيرل إلغن الخامس وزوجته مارثا وايت. خلف أخيه الأكبر ويليام روبرت، الإيرل السادس، في عام 1771 عندما كان في الخامسة من عمره فقط. تلقى إلغن تعليمه في مدرستي هرو ووستمنستر، وأكمل تعليمه الجامعي في جامعة سانت أندروز وباريس.
دخل إلغن الجيش برتبة ملازم في الحرس الاسكتلندي في عام 1785. انتقل إلى فوج المشاة الخامس والستين كقائد له في عام 1789 عن طريق الحق بالشراء. عُيّن من خلال الترقية في عام 1793 في طاقم العمل باعتباره رائدًا للمشاة، وحمل الرتبة في أوروبا فقط ما عدا الجزر البريطانية. انتقل إلى فوج المشاة الثاني عشر برتبة رائد في عام 1795. جمع إلغن في وقت لاحق من عام 1795 فوجًا من المشاة البحرية، وعُين عقيدًا له برتبة مقدم دائم في الجيش. حصل على ترقية إلى رتبة عقيد في الجيش في عام 1802، وإلى رتبة لواء في عام 1809 وإلى رتبة فريق في عام 1814.
انتُخِب نظيرًا ممثلًا اسكتلنديًا في عام 1790، وحضر البرلمان كلما سمحت له واجباته الأخرى، حتى فقد مقعده في عام 1807.

### مهنة دبلوماسية
أُرسِل إلغن كمبعوث استثنائي مؤقت إلى النمسا في عام 1791، وذلك عندما كان السير روبرت كيث مريضًا. أُرسِل بعدها كمبعوث استثنائي إلى بروكسل منذ عام 1792 حتى غزو الأراضي المنخفضة النمساوية من قبل فرنسا. أُرسِل كمبعوث استثنائي إلى بروسيا في عام 1795 بعد قضاء بعض الوقت في بريطانيا.
عُيِّن إلغن سفيرًا للدولة العثمانية في ديسمبر 1798، وتزوج من ماري، ابنة ووريثة ويليام هاميلتون نيسبت من ديرلتون في 11 مارس 1799، وذلك قبل وقت قصير من الانطلاق إلى القسطنطينية. وصل إلغن إلى القسطنطينية في 6 نوفمبر 1799، وأظهر، بصفته سفيرًا في الباب العالي، مهارة وطاقة كبيرين في إنجاز مهمة صعبة، وهي امتداد النفوذ البريطاني أثناء الصراع بين الإمبراطورية العثمانية وفرنسا. وقعت بريطانيا وفرنسا على معاهدة أميان في مارس 1802. غادر إلغن القسطنطينية قبل انتهاء سفارته في 16 يناير 1803.

## الاعتقال في فرنسا
قررت عائلة إلغن العودة إلى بريطانيا عبر إيطاليا وفرنسا بعد مغادرة القسطنطينية. كانت العائلة في ليون عندما اندلعت الحرب مرة أخرى بين بريطانيا وفرنسا في 18 مايو 1803. أُعلن إلغن أسير حرب، وأُطلق سراحه بشرط ألا يغادر فرنسا. سُجن لاحقًا في قلعة لورد في نوفمبر، وعرض الفرنسيون إطلاق سراحه مقابل جنرال فرنسي محتجز في إنجلترا. رفض البريطانيون ذلك، وأُطلق سراح إلغن مرة أخرى بشروط. أعطى الفرنسيون السيدة إلغن، التي كانت حاملًا، الإذن بالعودة إلى إنجلترا لأسباب إنسانية في أكتوبر 1805. سُمح لإلغن أخيرًا بمغادرة فرنسا في يونيو 1806 بعد مناشدة مباشرة لنابليون من قبل رئيس الوزراء البريطاني اللورد غرنفيل. وافق إلغن على العودة إلى فرنسا متى طلبت منه الحكومة الفرنسية كشرط عن الإفراج عنه.

## العودة إلى بريطانيا والحياة فيما بعد
اكتشف إلغن أن زوجته كانت على علاقة مع روبرت فيرغسون، أحد أقدم أصدقائه، بعد فترة وجيزة من عودته إلى بريطانيا. نجح إلغن في رفع دعوى قضائية ضد فيرغسون بتهمة الإغواء في المحاكم الإنجليزية في ديسمبر 1807، وحصل على تعويض قدره 10 آلاف جنيه إسترليني. رفع دعوى طلاق ناجحة في إدنبرة ضد زوجته بتهمة الزنا في مارس 1808؛ وفُسِخ الزواج رسميًا بموجب قانون خاص صادر عن البرلمان. نُقِلت قضايا المحكمة على نطاق واسع، وتسببت في فضيحة عامة كبيرة.
خسر إلغن مقعده في مجلس اللوردات في عام 1807، واستُبعد استئناف العمل العسكري أو الدبلوماسي بموجب شروط الإفراج المشروط عنه في فرنسا، والتي شعر إلغن بشرف الالتزام بمراعاتها أثناء وجود نابليون في السلطة. كان إلغن غارقًا في الديون بسبب التكاليف المرتبطة بسفارته، وشرائه لرخاميات إلغن، وإجراءاته في المحكمة، وتقاعد فعليًا من الحياة العامة.
تزوج إلغن من إليزابيث أوزوالد من دنكيير في سبتمبر 1810، وعرض مجموعته من الآثار للبيع على الحكومة في ذلك العام، ولكنه سحب عرضه عندما عُرض عليه 30 ألف جنيه إسترليني فقط.
تورط إلغن في قضية بقايا تويدل خلال عام 1815، وهو جدل حول ممتلكات جون تويدل، الباحث الكلاسيكي الذي توفي في عام 1799 في أثينا. اتُهم إلغن بالاستيلاء على بعض أوراق تويدل بعد وفاته، وذلك خلال فترة عمله كسفير بريطاني في القسطنطينية. دُمِّرت بعض أوراق تويدل في حريق، وفُقِد البعض الآخر في البحر. لم تكن الأوراق المتبقية في مكانها عندما رتب إلغن إعادتها إلى إنجلترا. عُولِج الأمر في أواخر عام 1816 مع عودة بعض الأشياء إلى عائلة توديل.
انتُخِب إلغن مرة أخرى لمجلس اللوردات في عام 1820، ولكن طلباته للحصول على النبالة لم تنجح. انتقل في النهاية إلى فرنسا هربًا من دائنيه وتوفي في باريس في 4 نوفمبر 1841. توفيت أرملته، الدواغر كونتيسة إلغن، في باريس في الأول من أبريل في عام 1860.